# 玛丽娜·索洛德金
玛丽娜·索洛德金 （希伯來語：‎，1952年5月31日—2013年3月16日），以色列政治人物，1996年至2013年2月长期任以色列国会议员，曾为以色列主要政治党派Yisrael BaAliyah、利库德集团和前进党成员。

## 生平
索洛德金1952年生于苏联莫斯科，犹太人，早年就读于莫斯科大学，获得经济史和社会史博士学位，并长期从事研究学者工作。
1990年代初期，索洛德金移民以色列，加入由俄罗斯移民为主组建的Yisrael BaAliyah，开始逐渐活跃在以色列政坛，并于1996年成为以色列国会议员。
2003年，随Yisrael BaAliyah被另一党派利库德集团合并，索洛德金加入利库德集团并担任国会议员。
2006年，索洛德金加入前进党并任国会议员至2013年2月，2007年因黎以冲突问题曾公开要求同为本党成员的以色列总理埃胡德·奥尔默特下台。
2013年3月16日，索洛德金在拉脱维亚的一处酒店内因中风逝世。